# Cirque de Caligula et de Néron
Le cirque de Caligula et de Néron (cirque de Néron : Gaianum, ou encore cirque du Vatican : Circus Vaticanus) est un cirque romain antique situé entre le mont Janicule et le mont Vatican, à la périphérie de Rome, dans la plaine vaticane, le long de la Via Cornelia.

## Historique

### Construction
Sa construction débuta sous le règne de Caligula au Ier siècle, vers 40 ap. J.-C., dans ses jardins du Vatican : propriété de sa mère Agrippine sur l'ager Vaticanus, d'où le nom de Cirque du Vatican (Circus Vaticanus). 
Il fut terminé par Néron, d'où le nom de Cirque de Caligula et de Néron[réf. souhaitée].

### Premières persécutions des chrétiens
On ne sait si le cirque a été utilisé sous le règne de Néron, en 64 ap. J.-C., lors de la répression de chrétiens accusés d'avoir incendié Rome. Tacite parlant de tortures et exécutions publiques en disant que « Néron prêtait ses jardins pour ce spectacle, et donnait en même temps des jeux au Cirque » sans précision.

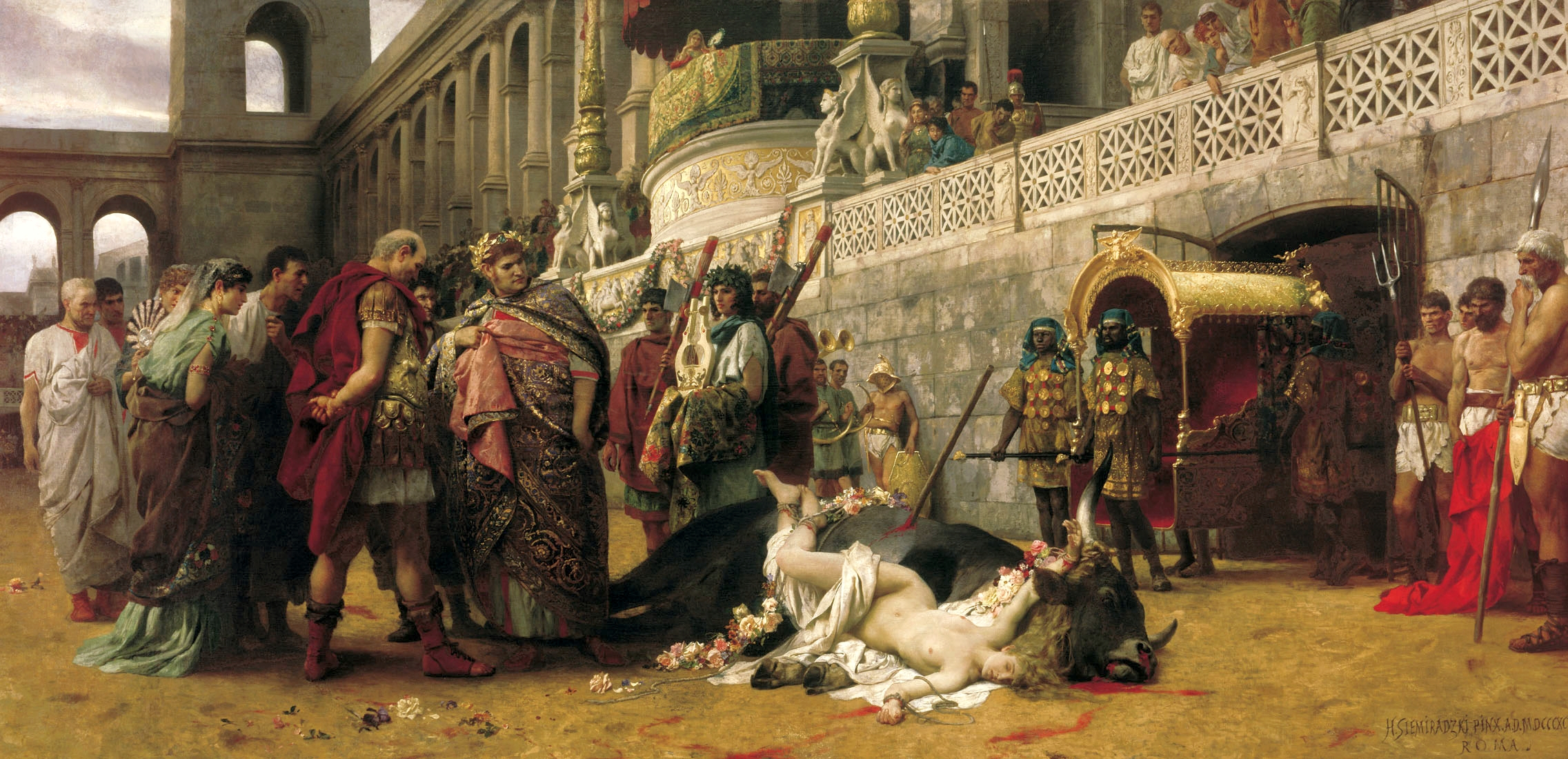
Néron exécutant une martyre chrétienne. Dircé chrétienne dans le cirque de Néron, peinture de Henryk Siemiradzki (1897).

### Mort de saint Pierre
L'apôtre Pierre y fut aussi crucifié « la tête en bas » vers 67 - 70. Une tradition rapporte que la crucifixion de l'apôtre Pierre, eut lieu inter duas metas (« entre les deux bornes ») de la spina, c'est-à-dire au centre du cirque et approximativement au pied de l'obélisque du Vatican qui ne se situait alors pas à son emplacement actuel. Il fut enseveli à l'extérieur du cirque au pied du mont Vatican, dans une nécropole au nord de celui-ci, dont elle était séparée par une route secondaire, la via Cornelia. La tombe fut incorporée plus tard au sein des deux basiliques qui lui furent consacrées : l'ancienne construction de l'empereur Constantin et l'actuel édifice.

### Abandon du cirque, puis construction de l'antique basilique vaticane
Cirque privé à l'origine, Vespasien, successeur de Néron, le rend au peuple. Il est converti en jardins, qui sont abandonnés à la fin du IIe siècle et donnés en concession à des particuliers pour la construction de tombeaux (des urnes cinéraires pour les sépultures à incinération, puis de tombes à fosse et sarcophages pour les sépultures à inhumation, prédominantes au IIIe siècle) et de mausolées (notamment deux rotondes). L'extension d'un cimetière adjacent au cirque au nord-est se poursuit jusque dans l'arène
Constantin Ier fait construire la première basilique constantinienne sur les structures encore existantes du cirque, plaçant l'abside de son monument à l'emplacement de la tombe de saint Pierre, à partir de 324 ap. J.-C.

### Aujourd'hui
Au XVe siècle, l'édifice de Constantin Ier menace de tomber en ruine, et les papes le rasent pour en construire un nouveau : l'actuelle basilique Saint-Pierre.
La basilique et la place Saint-Pierre sont donc en grande partie construites sur l'ancien site du Circus Vaticanus, toujours à l'emplacement de la sépulture de saint Pierre.

## Architecture

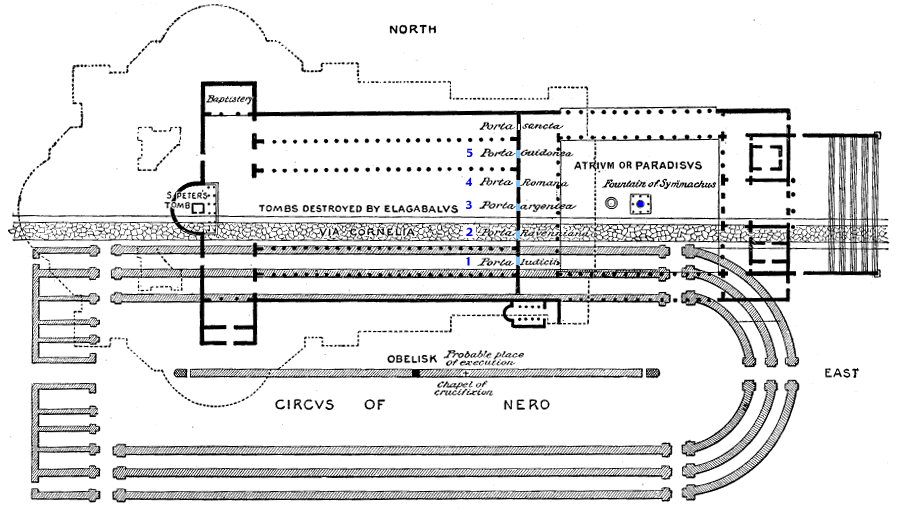
Situation approximative du Circus Vaticanus, par rapport à la basilique constantinienne et la basilique actuelle. L'obélisque qui se trouvait au centre du cirque de Néron a été déplacé en 1586 au centre de la place Saint-Pierre située devant la basilique.

Sa situation par rapport à la basilique constantinienne a permis d'évaluer qu'il mesurait environ 280 mètres de long et 90 mètres de large. Les interprétations plus récentes le font bien  plus long que la basilique : 590 mètres de long et 95 mètres de large.
La spina était ornée en son milieu d'un obélisque que Caligula avait fait transporter à Rome en 37 ap. J.-C. sur « le plus admirable de tous les bâtiments qu’on ait jamais vus sur les mers ». 
En 1586, le pape Sixte-Quint le fit déplacer par Domenico Fontana sur la place Saint-Pierre au Vatican.

## Les courses des chars

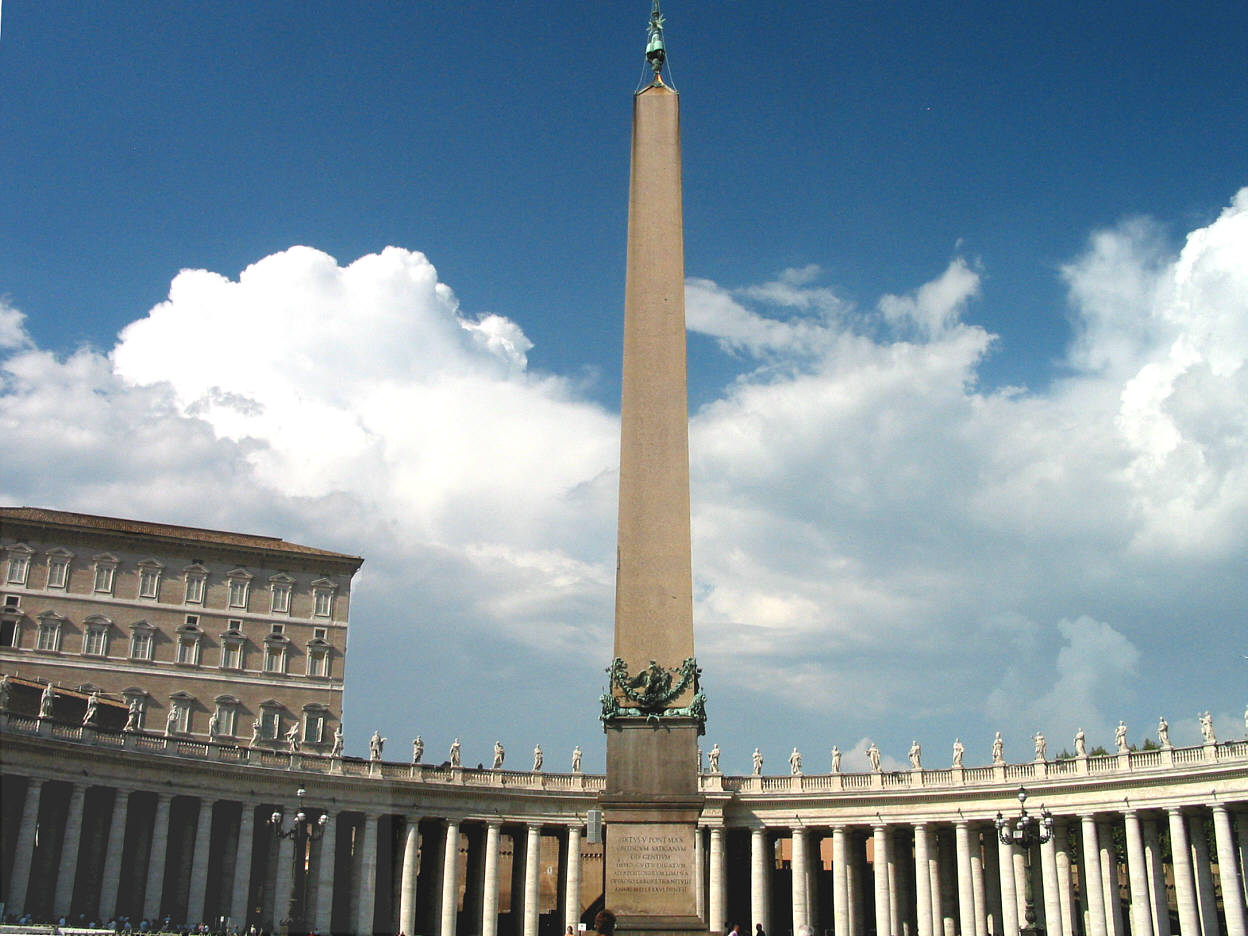
L'obélisque du Vatican.

Le Circus Vaticanus, ainsi que tous les cirques romains, était essentiellement dévolu aux courses de chars qui passionnaient les Romains. 
De six cellules, les carceres, partaient de deux à six équipages menés par des cochers, aurigæ - auriges - qui laissaient sur leur gauche l'arête centrale, la spina, pour accomplir plusieurs tours. La spina était délimitée à ses deux extrémités par des bornes, metæ. 
Les chars se répartissaient en quatre équipes, celle des blancs (albata), des rouges (russata), puis des bleus (veneta) et des verts (prasina),  enfin, sous Domitien, des pourpres et des dorés, à l'existence éphémère. Le rouge et le bleu étaient les couleurs du Sénat romain et de la noblesse, le blanc et le vert, celles du peuple. 
Les courses donnaient lieu au déchaînement de vives passions entre les factions de fautores (supporters) et il n'était pas rare qu'elles finissent en émeutes. Les auriges, initialement esclaves ou affranchis, se recrutaient parfois parmi les citoyens, même des sénateurs, voire des empereurs, tant le prestige des vainqueurs était grand. Ainsi, l'empereur Néron n'hésitait pas à concourir, revêtant pour l'occasion les couleurs du peuple.